# 细角帕扁甲
细角帕扁甲（学名：Passandra tenuicornis），一种鞘翅目昆虫，隶属于捕蠹虫科(帕扁甲科）帕扁甲属，分布于中国云南、台湾及越南、老挝、泰国、马来西亚等地。